# Lichaamsverhoudingen

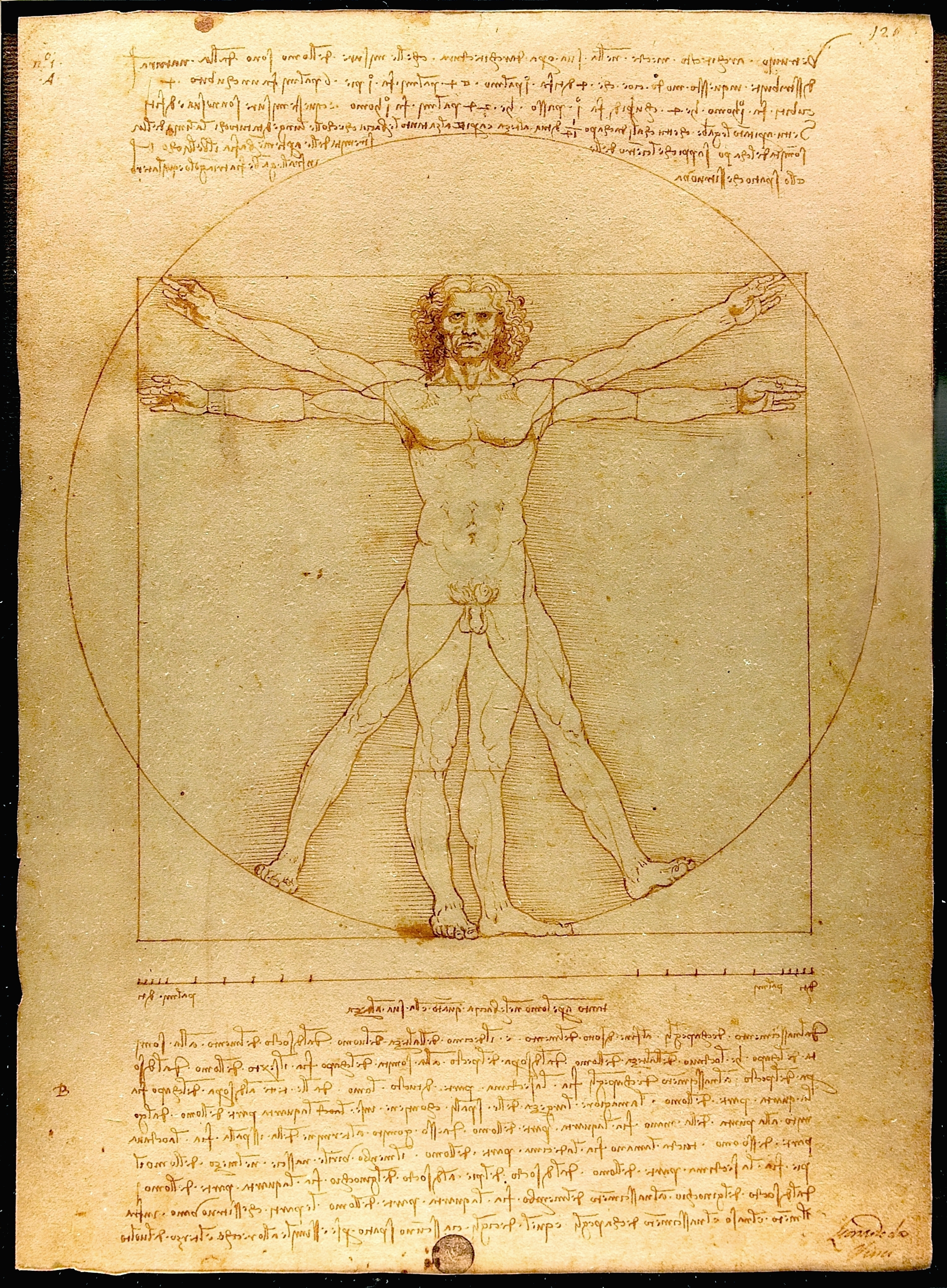
De Vitruviusman, door Leonardo da Vinci.

In de kunst zijn lichaamsverhoudingen essentieel om een goede weergave te geven van een persoon.
Een aantal veel voorkomende verhoudingen van een volwassen mens:
Lichaam:
- Een gemiddeld lichaam is ongeveer 7 à 7½ hoofden groot.
- Het ideale lichaam is ongeveer 8 hoofden groot.
- Het ideale lichaam is op te delen in 8 even lange stukken:
  1. Hoofd
  2. Van de onderkant van het hoofd tot het midden van de borst
  3. Van de vorige positie tot de navel
  4. Van de navel tot de bovenkant van het geslachtsdeel
  5. Van de vorige positie tot het midden van de dij
  6. Van het midden van de dij tot het midden van de kuit
  7. Van het midden van de kuit tot de enkels
  8. Van de enkel tot de tenen
- De bovenkant van het geslachtsdeel is het midden van het lichaam.
- De lengte van het scheenbeen is gelijk aan de lengte van de heup.
- Wanneer het lichaam rechtop staat, is de lengte van de arm zodanig dat de vingertoppen tot halverwege de dij komen.
- De spanwijdte van uitgestrekte armen (gemeten vanaf de uiteinden van de middelste vingers) is ongeveer gelijk aan de lichaamslengte.
- De lengte van de voet is ongeveer gelijk aan de lengte van de onderarm.
- De gemiddelde schouderbreedte van een 18-jarige vrouw is 35 cm en van een man 39 cm.[1]

Hoofd:
- De ogen zitten op het midden van de verticale as van het gezicht.
- Het hoofd kan in 3 delen worden gedeeld. Van de bovenkant tot de wenkbrauwen, van de wenkbrauwen tot het puntje van de neus en van het puntje van de neus tot de kin.
- Het gezicht is ongeveer even groot als een hand.
- De afstand tussen de ogen is gelijk aan de breedte van één oog.
- De afstand tussen de hoek van de mond en de hoek van het oog is gelijk aan de lengte van het oor.
- De breedte van de neus is gelijk aan de breedte van het oog.
- De breedte van de mond is gelijk aan de afstand tussen de pupillen.

Op grond van deze verhoudingen werden in de oudheid en de renaissance beelden gemaakt. De verhoudingen werden daarbij precies aangehouden. De zo ontstane beelden geven de ideale mens weer. In werkelijkheid zijn deze bij geen enkel levend mens aanwezig.